# Хирургический узел
Хирурги́ческий у́зел (англ. Ligature Knot) — связывающий ткани тела узел, которым стягивают края разреза кожи (мышцы, сосуда) и связывают вместе концы нити. Представляет собой изменённый прямой узел, где первый полуузел делают в 2 оборота. При этом нужно следить за направлением полуузлов, вначале — в одну сторону, потом — в другую. Если направление полуузлов не менять, то получится изменённый бабий узел — не такой прочный, как хирургический. Хирургический узел легче завязывать, если нить находится под натяжением. Применяют в хирургической практике, где важны прочность и свойство не развязываться. При наложении швов из шёлка и других шовных материалов, имеющих склонность к развязыванию (мононити и псевдомононити: кетгут, максон, монокрил, викрил с покрытием и без, нейлон), дополнительно завязывают 1—2 полуузла в разные стороны. Опытные хирурги завязывают узлы одной рукой; часто для завязывания узла используют иглодержатель. Узел, именуемый в морском деле «хирургическим», в медицинской литературе часто называют «морским».
Согласно другим данным, «хирургический узел» — это собирательное название узлов, которыми пользуются медики (равно как «ткацкий узел» — группа, которая состоит более чем из 20 узлов, «морской узел» — десятки узлов, «мясничий узел» — группа узлов). К ним относят уже упомянутые — бабий и прямой узлы, а также комплексный двухпетлевой (в некоторых случаях трёх-). Именно последний часто и выступает в роли хирургического узла. У каждого из упомянутых узлов есть свои плюсы и минусы.
Хирургические узлы делят на 5 видов:
- По количеству полуузлов (3, 4 полуузла)[11]
- По количеству переплетений в полуузлах:

а) простые узлы (полуузел);
б) сложные узлы (двойной полуузел, тройной);
1б) сложный неравномерный узел (хирургический узел — двойной полуузел с полуузлом)
2б) сложный равномерный узел (академический узел — двойной полуузел с двойным полуузлом)
- По количеству петель (1, 2 нити)
- По пространственному строению петель

а) параллельный узел (прямой узел — полуузлы завязаны в разных направлениях)
б) перекрещенный узел (бабий узел — полуузлы завязаны в одном направлении)
в) смешанный узел (рядом 2 полуузла — в разном направлении, 2 — в одном)
- По направлению затягивания узла

В хирургии применяют много узлов, которые подбирают для использования в зависимости от шовного материала, сшиваемых тканей, натяжения тканей.

## Способ завязывания

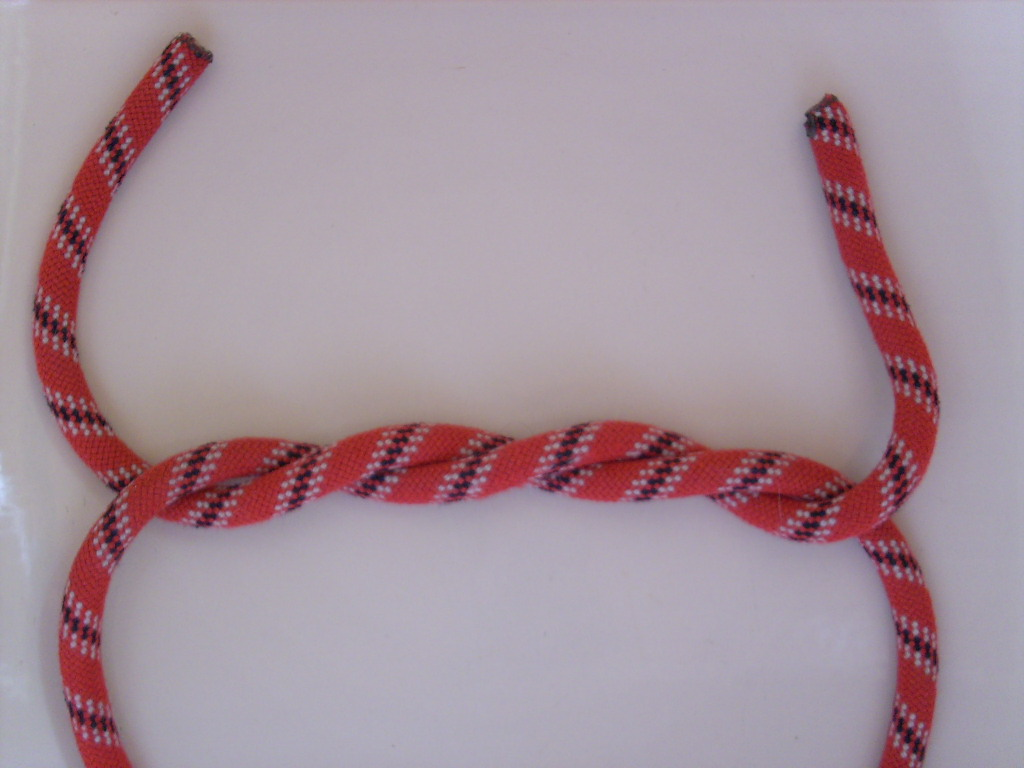
1. Сделать два полуузла.
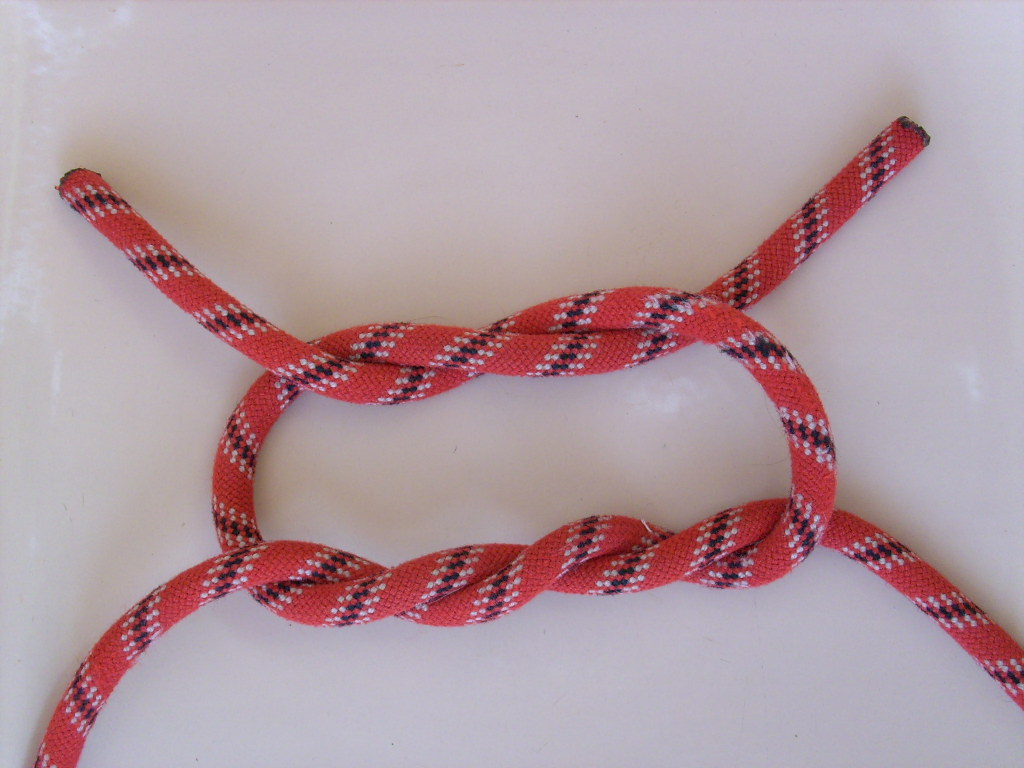
2. Поверх сделать полуузел в обратную сторону.
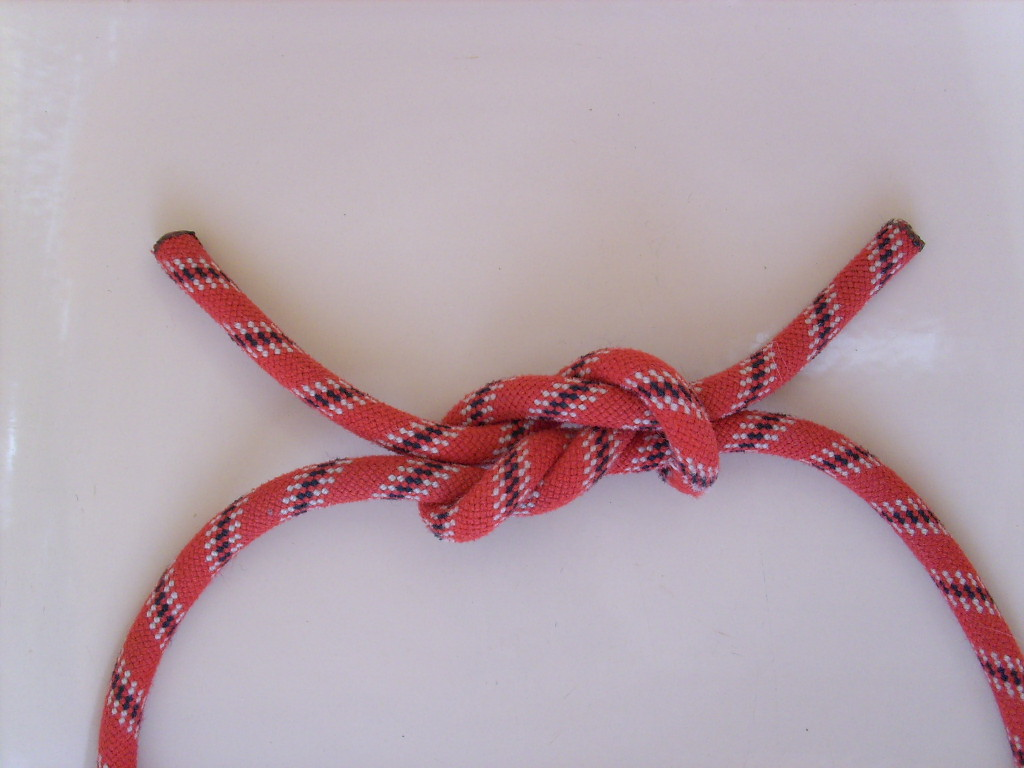
3. Затянуть.

## Перечень

Бабий узел

### Бабий узел

Бабий узел состоит из пары полуузлов, которые завязывают в одну и ту же сторону. Многие хирурги завязывают 3 полуузла в одну и ту же сторону. Но даже такое количество полуузлов не способствует созданию большей прочности узла. Возможно использовать сложный составной узел специально предназначенный для сшивания сосудов. Для начала завязывают пару полуузлов, которые завязывают в одну и ту же сторону — бабий узел. Это позволяет слегка ослабить натяжение ткани, когда узел уже завязан. Когда натяжение отрегулировано, добавляют третий полуузел, который завязывают в противоположную сторону — третий полуузел запирает весь узел. Второй и третий полуузлы, если рассматривать их как единое целое, — это прямой узел.
Плюсы
- Простота освоения
- Скорость вязания

Минусы
- Склонность к саморазвязыванию, а значит и быстрая потеря скрепляющих свойств

Прямой узел

### Прямой узел

Многие хирурги предпочитают прямой узел для стягивания тканей тела более, чем хирургический узел.
Плюсы
- Возможность быстро освоить
- Относительные прочностные характеристики
- Как утверждают медики, морской узел идеален для работы с шёлковыми нитями

Минусы
- Сложность выполнения
- Требуются длительные тренировки
- Склонен к саморазвязыванию при использовании синтетических, монофиламентных нитей

### Комплексный (хирургический) узел

Некоторые хирурги полагают, что хирургический узел использует больше шовного материала, чем поглощается тканью тела, зато завязанный первоначальный двойной полуузел не развязывается сам и остаётся на месте, пока второй полуузел ещё не завязан. В этом случае хирургический узел — более предпочтителен, чем прямой узел.
Плюсы
- Высокая надёжность и прочность

Минусы
- При затягивании первой петли нити способны перетираться
- Относительно большой объём узла (но это важно в медицине)
- Сложность вязания без наличия практики
- Склонность к саморазвязыванию при использовании нитей со скользкой поверхностью
- Недостаточная надёжность при наличии лишь второй петли; дополнение третьей (стопорящей) петлёй устраняет недостаток

## Применение
В хирургии
Хирургический узел применяют в хирургии. Состоит из: а) двойного полуузла; б) полуузла; в) полуузла. Первый полуузел затягивает рану; второй полуузел крепит первый; третий полуузел крепит второй.

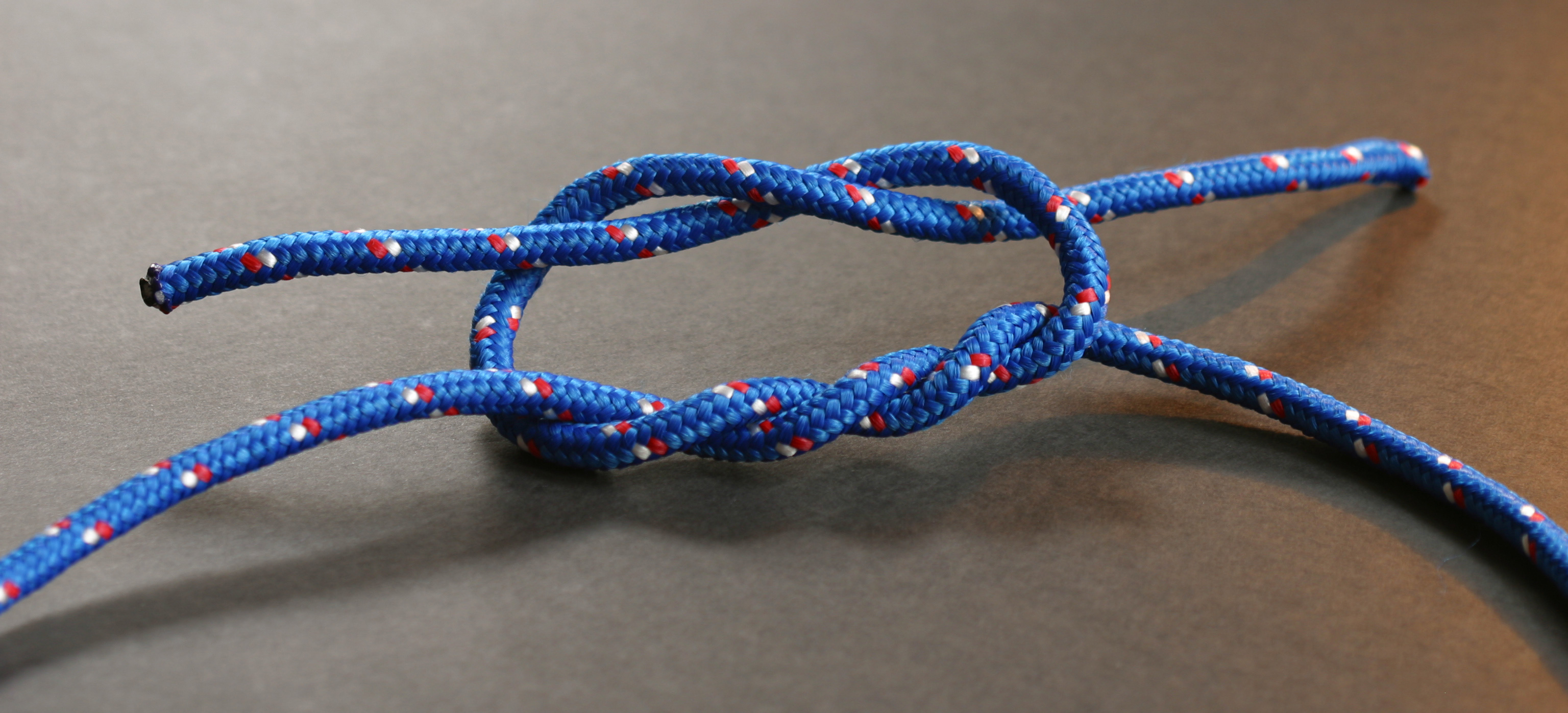
хирургический узел до окончательного затягивания, завязанный репшнуром для наглядности
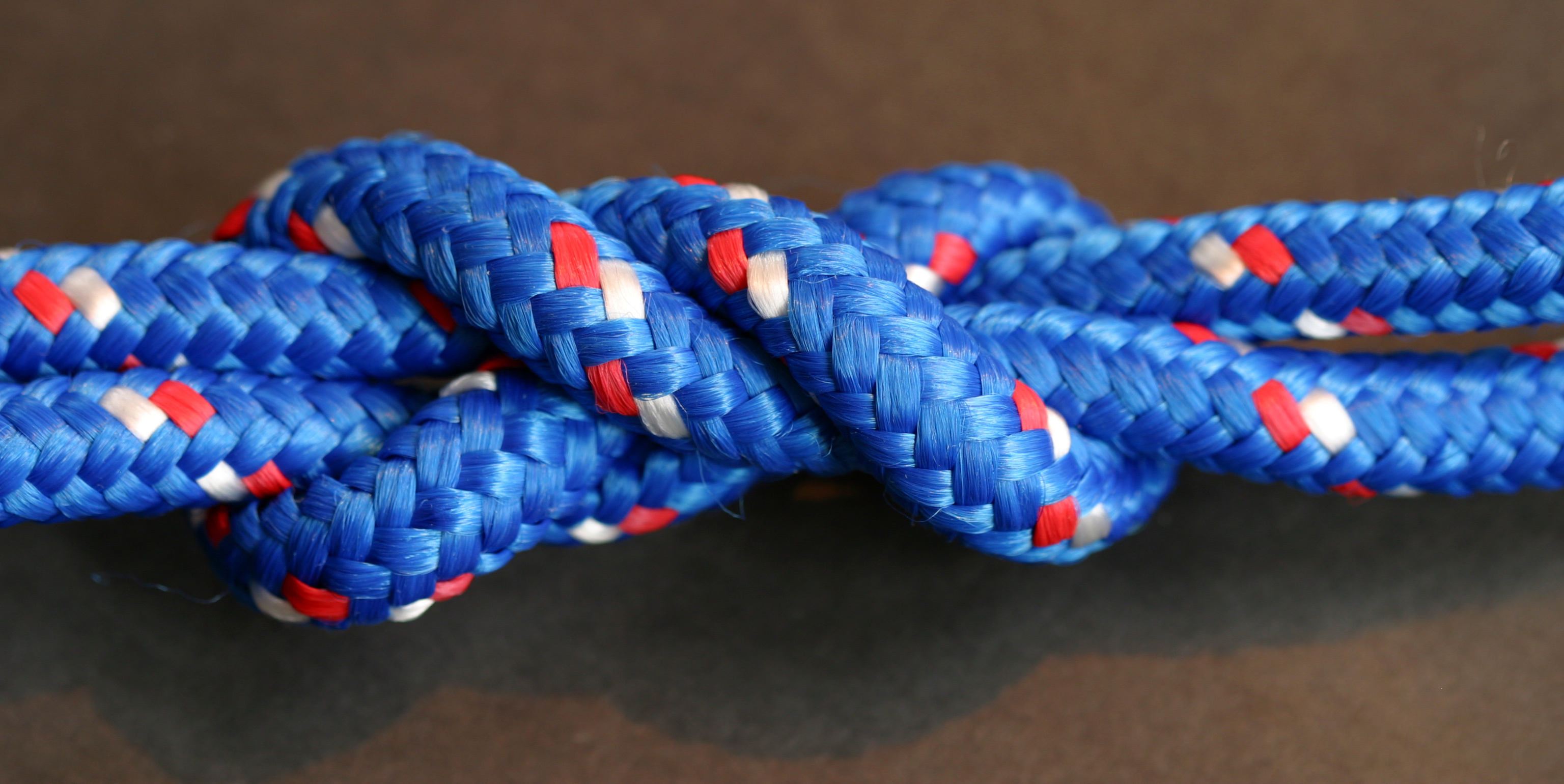
затянутый хирургический узел
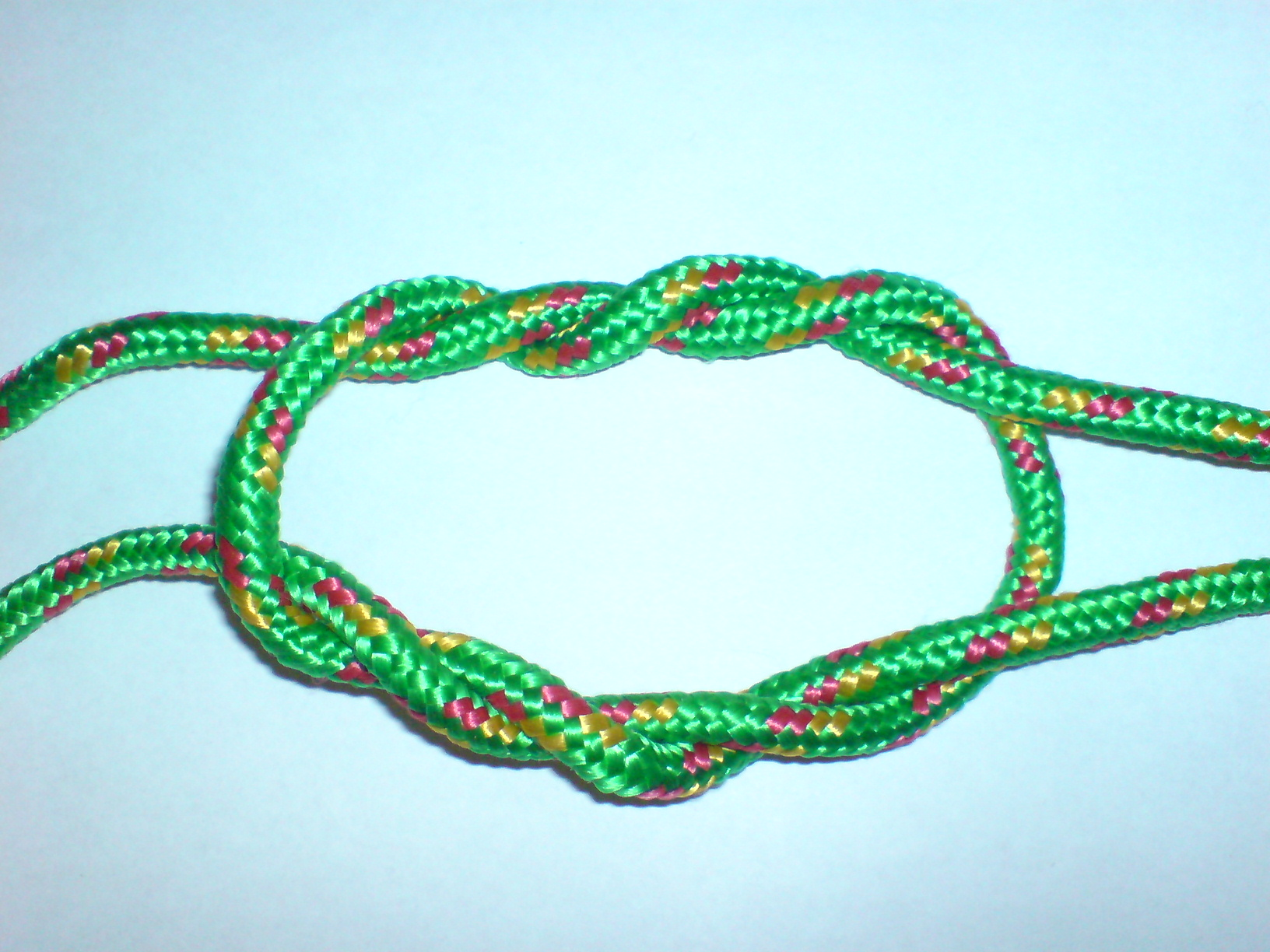
академический узел до окончательного затягивания, завязанный репшнуром